# Locmélar
Locmélar (bretonisch Lokmelar) ist eine französische Gemeinde mit 476 Einwohnern (Stand 1. Januar 2022) in der Region Bretagne im Département Finistère. Sie gehört zum Gemeindeverband Communauté de communes du Pays de Landivisiau.
Landivisiau liegt fünf Kilometer nördlich, Morlaix 22 Kilometer nordöstlich, Brest 30 Kilometer westlich und Paris etwa 460 Kilometer östlich (alle Angaben in Luftlinie).

## Verkehr
Bei Landivisiau und Landerneau gibt es die nächsten Abfahrten an der Schnellstraße E 50 (Rennes–Brest) und Regionalbahnhöfe.
Bei Brest und Rennes befinden sich Regionalflughäfen.

## Bevölkerungsentwicklung
| Jahr                       | 1962 | 1968 | 1975 | 1982 | 1990 | 1999 | 2009 | 2076 |
| Einwohner                  | 470  | 445  | 356  | 349  | 455  | 469  | 428  | 471  |
| Quellen: Cassini und INSEE |      |      |      |      |      |      |      |      |

## Sehenswürdigkeiten
- Kirche Saint-Mélar

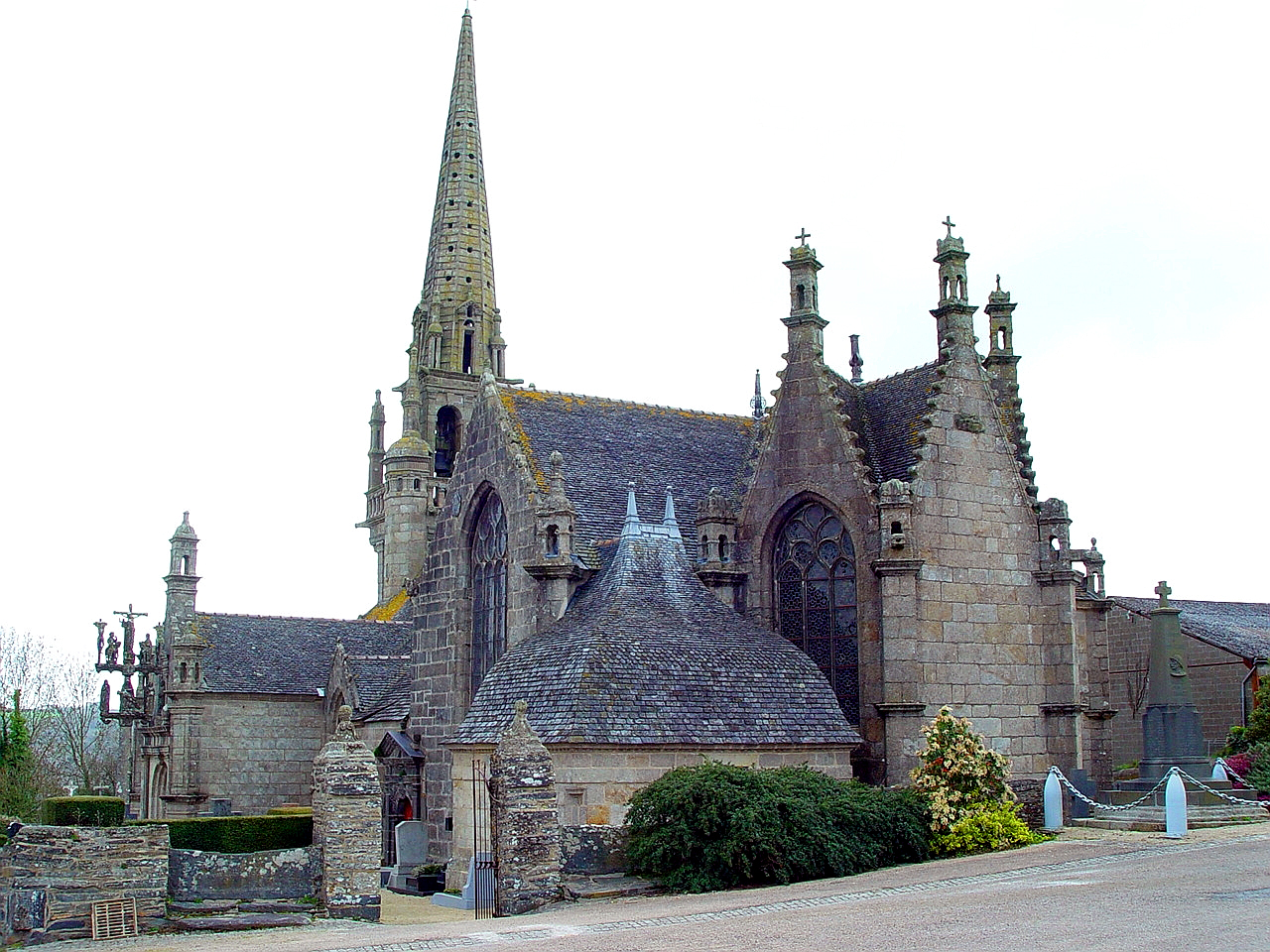
Kirche Saint-Mélar

Siehe auch: Liste der Monuments historiques in Locmélar